# Zonda Telecom
Zonda es una compañía de telefonía celular de origen mexicano, con líneas de producción  través de intermediarios de manufactura localizados en China. Toma su nombre de los valles Calchaquíes de Argentina que significan "viento cálido en movimiento con otros vientos" Siguiendo con la idea adoptan como eslogan "Diseño y Comunicación en movimiento"

## Historia
Zonda inicia operaciones en 1968 en la ciudad de Guadalajara, Jalisco, como una empresa dedicada exclusivamente a la fabricación de televisores, modulares y aparatos electrónicos. Posicionándose en los primeros lugares de ventas en México.
En 2002 Zonda decide incursionar en el mercado de la telefonía celular iniciando con el diseño y desarrollo de sus propios modelos de telefonía celular.
En 2004 lanza su primer éxito llamado Divaz, un celular diseñado para el mercado de la mujer logrando alcanzar una gran aceptación en México y posicionando a la marca Zonda ahora como fabricante de celulares. Este modelo fue el primer equipo en salir de la mano de uno de los más importantes carriers de telefonía celular en México Telcel.
En octubre de 2005 Telcel decide lanzar los equipos celulares Zonda impulsándola a desarrollar más y novedosos equipos de telefonía celular implementando tecnologías que los celulares del momento no incluían, generando con esto propuestas de valor agregado a los consumidores.
Actualmente Zonda ha crecido notablemente en el diseño y desarrollo de los equipos celulares logrando posicionarse en el 1.er lugar de ventas a nivel nacional.

## Modelos
- ZMCK 740
- ZMTN 815
- ZMCK 890 Connect 3G
- ZMCK 865 Vamos!
- ZMCK 885 Spectrum
- ZMCK 905 Life!
- ZCMK 845 Glossy
- ZMCKFR 110 Soul
- ZMCK 895 Sense
- ZMCK 898
- ZMTH 200 MiniToy
- ZMAX500 CoLoRS
- ZMOM 110TH
- ZMUT 300
- ZMUT 340 (enlace roto disponible en Internet Archive; véase el historial, la primera versión y la última).
- ZMCK 900 Android Raging
- ZM 12
- ZMZA 120
- ZM 25
- ZM 30
- ZM 61
- ZM 65
- ZMZA 01 Mini Barra
- ZM 201
- ZM 56 Aniversario 1968
- ZM 14
- ZM 63
- ZM 70
- ZM 71
- ZA 945 Fit

## Páginas oficiales
- Sitio web oficial

## Artículos
Universal, El (6 de febrero de 2006). «Zonda Telecom le hace frente al malinchismo». Zonda Telecom le hace frente al malinchismo. Archivado desde el original el 4 de febrero de 2006. Consultado el 6 de febrero de 2006.
- Datos: Q6171720